# Jackalas No 2
Jackalas No 2 är en ort (village) i distriktet North-East i östra Botswana. 